# Notre histoire
Notre histoire is een Franse film van Bertrand Blier die werd uitgebracht in 1984.

## Verhaal
Robert Avranches is een drankzuchtige garagist die in zijn eerste klas treincompartiment door een vrouw wordt benaderd. Donatienne is duidelijk op zoek naar avontuur. Robert en Donatienne hebben seks. Wanneer ze verdwijnt gaat Robert haar volgen. 

## Rolverdeling
| Acteur                 | Personage                                                                    |
| ---------------------- | ---------------------------------------------------------------------------- |
| Alain Delon            | Robert Avranches, garagist                                                   |
| Nathalie Baye          | Donatienne Pouget/Marie-Thérèse Chatelard, onderwijzeres/Geneviève Avranches |
| Michel Galabru         | Émile Pecqueur, een buur van Donatienne                                      |
| Gérard Darmon          | Duval                                                                        |
| Geneviève Fontanel     | Madeleine Pecqueur                                                           |
| Jean-Pierre Darroussin | de reiziger en minnaar                                                       |
| Jean-François Stévenin | Chatelard, de man van de onderwijzeres                                       |
| Sabine Haudepin        | Carmen                                                                       |
| Ginette Garcin         | de bloemenverkoopster                                                        |
| Vincent Lindon         | Brechet                                                                      |
| Philippe Laudenbach    | Sam                                                                          |
| Jean Reno              | een buur                                                                     |
| Jacques Denis          | een buur                                                                     |